# Маньивре
Маньивре́ (фр. Magnivray) — коммуна во Франции, находится в регионе Франш-Конте. Департамент — Верхняя Сона. Входит в состав кантона Сен-Совёр. Округ коммуны — Люр.
Код INSEE коммуны — 70314.

## География
Коммуна расположена приблизительно в 330 км к востоку от Парижа, в 70 км северо-восточнее Безансона, в 30 км к северо-востоку от Везуля.

## Население
Население коммуны на 2010 год составляло 171 человек.
| 1962 | 1968 | 1975 | 1982 | 1990 | 1999 | 2010 |
| ---- | ---- | ---- | ---- | ---- | ---- | ---- |
| 195  | 159  | 151  | 161  | 153  | 155  | 171  |

## Администрация
| Период | Период | Фамилия         | Партия | Примечания |
| ------ | ------ | --------------- | ------ | ---------- |
| 2001   | 2008   | Жан Обри        |        |            |
| 2008   | 2014   | Кристиан Шамань |        |            |

## Экономика

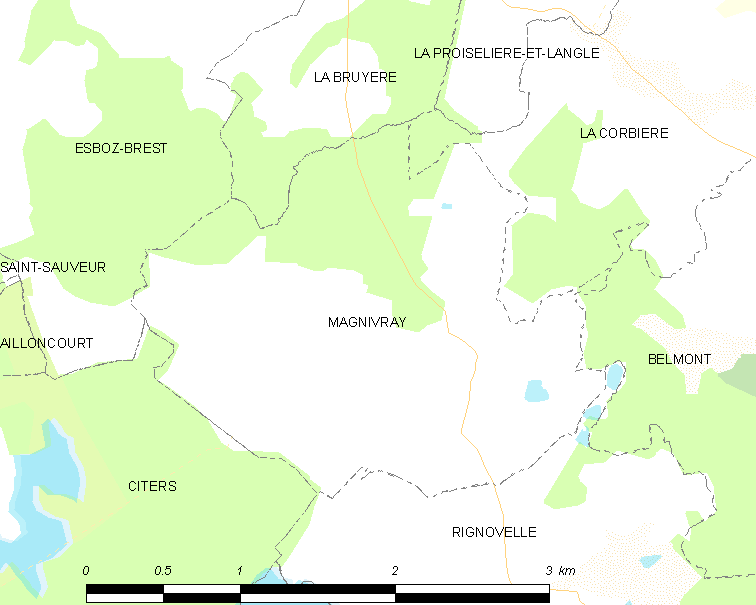
Карта коммуны

В 2010 году среди 105 человек трудоспособного возраста (15—64 лет) 72 были экономически активными, 33 — неактивными (показатель активности — 68,6 %, в 1999 году было 60,4 %). Из 72 активных жителей работали 62 человека (36 мужчин и 26 женщин), безработных было 10 (4 мужчины и 6 женщин). Среди 33 неактивных 8 человек были учениками или студентами, 15 — пенсионерами, 10 были неактивными по другим причинам.